# Jan Van Poppel (politicus)
Jan Van Poppel (Arendonk, 26 mei 1903 – aldaar, 23 februari 1986) was een Belgisch politicus voor het Katholiek Verbond van België en vervolgens de CVP.

## Biografie
Van Poppel was sigarenmaker en later bode voor het ACV. Bij de gemeenteraadsverkiezingen van 1938 was hij kandidaat-burgemeester. Na het onverwacht overlijden van burgemeester Frans Borgmans in 1939 werd schepen Van Poppel voor de eerste keer burgemeester. Gedurende de oorlogsjaren 1941-1944 werd hij in deze functie vervangen door Jan Goris. Na de bevrijding in 1944 werd hij opnieuw aangesteld als burgemeester en vervolgens verkozen, waarna hij gedurende twintig jaar onafgebroken burgemeester was. In 1984 ontving hij de titel van ere-burgemeester.
Hij was stichter, lid en erelid van talrijke Arendonkse vereniging, waaronder de Duivenbond. In 1926 was hij betrokken bij de stichting van de plaatselijke afdeling van het ACV. Hij was tevens ridder in de Leopoldsorde.
Jan Van Poppel overleed op 23 februari 1986 in het woon- en zorgcentrum Sint-Isabella te Arendonk.